# Zheng Xie
Pour les articles homonymes, voir Zheng (homonymie).
Zheng Xie (郑燮, en chinois), appelé aussi : Zheng Banqiao, surnom : Kerou, nom de pinceau : Banqiao est un peintre chinois du XVIIIe siècle né en 1693 à Yangzhou (province du Jiangsu) et mort en 1765.

## Contexte

### Approches de la peinture chinoise
À la dynastie des Yuan, Zhao Mengfu inscrit un poème sur une peinture de rochers et bambous, qui déclare en conclusion que calligraphie et peinture sont identiques. Les artistes ultérieurs ne partagent pas cette opinion, mais cultivent plutôt un style calligraphique personnel et distinctif, que reflètent naturellement leurs peintures. Dans certaines œuvres, le poème inscrit sur la peinture est essentiel à la création d'un effet visuel. Dans Bambous et rocher de Zheng Xie par exemple, les lignes et graduations de gris de la calligraphie évoquent les lignes de contour du rocher. Dans Poisson nageant de Li Fangying (1695-1754), le poème s'étire verticalement à la manière d'une berge.

### Les Huit Excentriques de Yangzhou

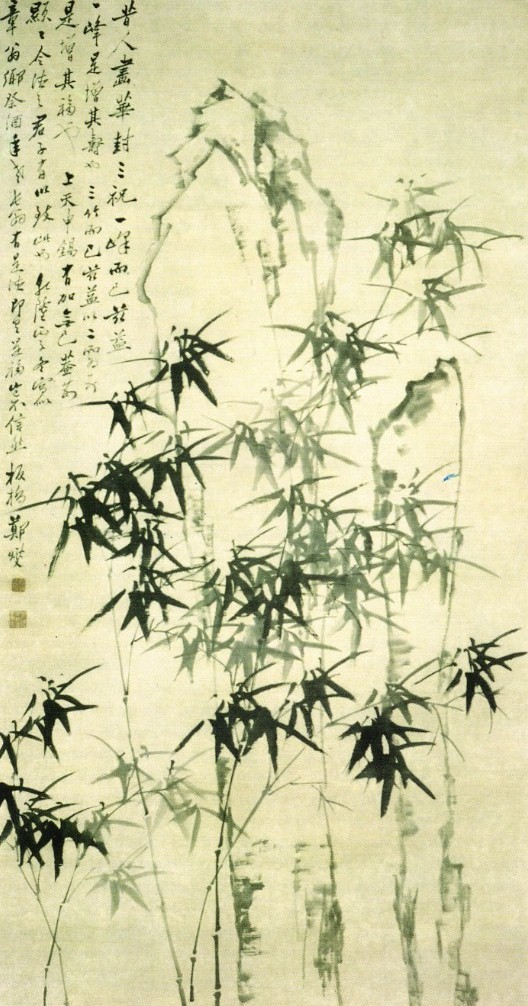
Bambous et rocher (n. d., Musée d'art de Tianjin).

Selon le Registre des Bateaux Fleuris de Yangzhou (Yangzhou huafang lu, 1795), un livre qui recense les peintres célèbres de cette ville, plus de cent peintres de renom y exercent leur activité aux périodes Kangxi, Yongzheng et Qianlong. Parmi eux figurent les Huit excentriques de Yangzhou (Li Shan, Wang Shishen, Jin Nong, Huang Shen, Li Fangying, Zheng Xie, Gao Xiang et Luo Ping. Ils impriment de nouvelles idées et techniques à la peinture d'oiseaux-et-fleurs, de bambous et de rochers, qui favorisent la pleine expression de l'individualité de l'artiste, et exercent une influence profonde sur les peintres des générations suivantes. Chacun de ces artistes met l'accent sur l'expression et la perfection de la personnalité individuelle, refusant de suivre les règles établies de quelques peintre ou école de peinture que ce soit.

## Biographie
Fonctionnaire, poète, calligraphe et peintre d'orchidées et de bambous, il fait partie des huit excentriques de Yangzhou (Yangzhou baguai). Il vit de sa peinture à Yangzhou, ce qui n'est guère dans la tradition lettrée, et va jusqu'à afficher les prix sur sa porte.
Né dans une famille de lettrés de Xinghua, dans le Jiangsu, il est éduqué dans la tradition lettrée, avec l'espoir d'une prestigieuse carrière de fonctionnaire. Il obtient le grade de licencié provincial en 1732, à l'âge de trente-neuf ans. Après avoir réussi les examens de la fonction publique et obtenu le grade de jinshi quatre ans plus tard, il commence à servir comme fonctionnaire du gouvernement. Il sert dans l'administration locale pendant douze ans, et perd son poste  pour avoir offensé ses supérieurs.

### Sa personnalité
Parmi les Huit Excentriques, trois artistes se lient  d'une solide amitié, Li Shan l'aîné des Huit Excentriques, Li Fangying et Zheng Xie (Banqio), le plus connu du groupe. Il est réputé à la fois pour sa peinture et sa calligraphie. Sa personnalité si attachante, noble et libre se révèle de manière particulièrement vivante dans ses Lettres à son cousin (Jiashu) dont on peut trouver une traduction anglaise dans The Wixdom of China de Lin Yutang. De plus, les inscriptions de ses peintures font l'objet d'un recueil intitulé :Bangiao Ti Hua. Il utilise souvent un sceau en pierre gravé de douze idéogrammes signifiant «bachelier du règne de Kangxi, licencié provincial du règne de Yongzheng et docteur du règne de Qianlong», pour rappeler à la fois son amour de l'étude et de ses réussites.

### Relation de qualité

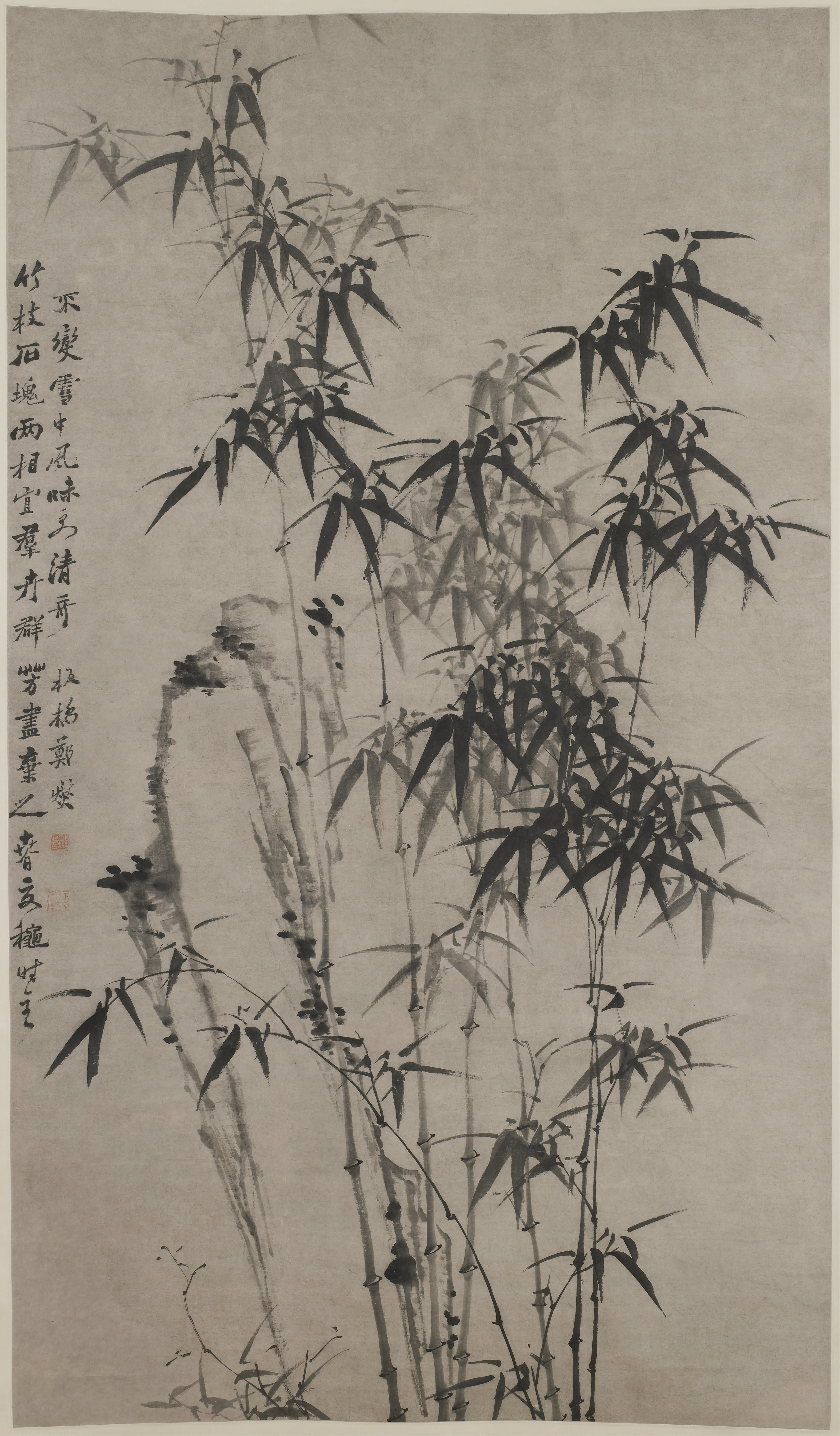
Bambou et rochers (c. 1755-1765, parchemin suspendu, Minneapolis Institute of Arts).

Alors qu'il est au service du gouvernement à Beijing puis dans les provinces, Zheng Xie se lie d'amitié avec Yunxi, prince de Shen et vingt-et-unième fils de l'empereur Kangxi. Leur amitié dure plus de vingt ans, au cours desquels ils correspondent et échangent des poèmes. Zheng Xie est un prodigieux peintre de bambous, orchidées et rochers. On prétend qu'il peint des orchidées qui ne fanent jamais, des bambous toujours verts, des rochers inaltérables et des hommes immuables. En d'autres termes, ses tableaux d'orchidées, bambous et rochers symbolisent les honnêtes gens, fidèles et constants.

### Tradition ignorée
À son retour à Yangzhou, il vend sa production pour assurer sa subsistance selon une liste du prix de ses œuvres qu'il affiche sur sa porte :
Un grand rouleau mural coûte six taëls, un de taille moyenne en coûte quatre, un de petite taille, deux.
Distique et épigraphe sont à un taël la paire, alors que l'éventail et la feuille d'album sont à un demi-taël l'unité.
Ceux qui apportent des cadeaux et de la nourriture ne sont évidemment pas aussi bienvenus que ceux qui arrivent avec de l'argent, car ce que vous donnez n'est pas nécessairement ce que je désire. Si vous venez avec de l'argent sonnant et trébuchant, mon cœur en sera si comblé de joie que les peintures et la calligraphie seront excellentes. Les cadeaux n'apportent que des ennuis, sans compter les paiements différés. Qui plus est, à mon âge, je me fatigue aisément. Par conséquent, veuillez m'excuser de ne pas m'engager avec vous, messieurs, dans des conversations inutiles.
Il termine avec un poème :
On gagne mieux sa vie en peignant des bambous qu'en les plantant,
Un tableau de six pieds de haut coûte trois mille au comptant.
Et tout ce qu'on peut me dire à propos de vieilles amitiés ou de relations
Me passe à côté des oreilles comme le vent d'automne.
De tel commentaires sont exactement comme l'artiste, pleins d'humour, francs et directs.
Un grand nombre de ceux qui achètent les peintures et les œuvres calligraphiques de Zheng Xie sont des sauniers faisant du commerce à Yangzhou. Ces marchands deviennent les clients de peintres et calligraphes tels que Zheng Xie, et constituent un débouché croissant pour leurs œuvres.

## Musées
- Berlin :
  - Bambous près d'un grand rocher, signé et daté 1762, poème.
  - Bambou et rochers, signé, poème de l'artiste.
- Londres : (Brittish Mus.):
  - Bambous, chrysanthèmes et orchidées, inscriptions en caoshu.
- Paris Mus. Guimet:
  - Bambous, colophon du peintre, daté 1765.
- Princeton (University Art Mus.):
  - Minces bambous près d'un rocher, colophon du peintre.
- Shanghai :
  - Bambou et rocher, couleur sur papier, rouleau en hauteur.